# Harai tsurikomi ashi
Harai tsurikomi ashi es una técnica de judo, clasificada dentro de las 64 técnicas nagewaza. Pertenece al tercer grupo, sankyo, y es clasificada como técnica de pie o ashiwaza. Este movimiento existe en otras artes marciales, como la capoeira, donde es conocido como banda tracada.

## Ejecución
El atacante (tori) se sitúa frente al defensor (uke) y apresa el cuello de su judogi con la mano derecha y el brazo derecho del uke con la izquierda. Desequilibrar a su oponente hacia la diagonal anterior izquierda, barrer el tobillo izquierdo con el pie derecho y proyéctarle hacia su lado izquierdo. Para evitar barrer demasiado alto, roza el empeine con el borde externo del pie derecho.
Una forma más simple de realizar esta técnica, desde la posición natural derecha es, dar un paso adelante con la pierna izquierda, acercar rápidamente la pierna derecha y barrer el pie derecho del uke cuando este lo retire hacia atrás.